# Wiarchi (przystanek kolejowy)
Wiarchi (biał. Вярхі; ros. Верхи) – przystanek kolejowy w lasach w pobliżu miejscowości Wiarchi (4,1 km) i Cel (3,7 km), w rejonie osipowickim, w obwodzie mohylewskim, na Białorusi. Położony jest na linii Homel - Żłobin - Mińsk.